# Loch Leven (Perth and Kinross)
Loch Leven (Schots-Gaelisch: Loch Lìobhann) is een meer in Perth and Kinross, Schotland dat ongeveer 6 kilometer lang is.
In Loch Leven bevindt zich Castle Island waarop Lochleven Castle staat, een veertiende-eeuws kasteel. Het was hier dat Maria I van Schotland in 1567, in gevangenschap, afstand deed van de Schotse troon ten gunste van haar minderjarige zoon Jacobus VI van Schotland.